# كوتشيكتون (نيويورك)
كوتشيكتون (بالإنجليزية: Cochecton, New York)‏ هي بلدة أمريكية تقع في الولايات المتحدة في مقاطعة سوليفان، نيويورك. يقدر عدد سكانها بـ 1,372 نسمة ومساحتها 96.8 كم2 و وترتفع عن سطح البحر 381 متر.

## أعلام
- دانيال دبليو. كونولي
- ماري سترونج كليمنس